# Wyspa doktora Moreau (powieść)
Wyspa doktora Moreau (tyt. oryg. The Island of Doctor Moreau) – powieść science fiction, napisana w 1896 przez H.G. Wellsa, poruszająca kwestie społeczeństwa, natury ludzkiej, religii, darwinizmu i eugeniki, a także niebezpieczeństwa wynikającego z niekontrolowanych i nieodpowiedzialnie prowadzonych badań naukowych.

## Wiwisekcja
W czasie, gdy powieść była pisana, w Wielkiej Brytanii toczyła się debata na temat wiwisekcji przeprowadzanej na zwierzętach.

### Fabuła
Powieść rozpoczyna się od katastrofy statku na oceanie, z której jednym z ocalałych jest gentleman o nazwisku Edward Prendick. Zostaje uratowany przez przepływający w pobliżu statek i dochodzi do zdrowia dzięki przebywającemu na nim doktorowi Montgomery’emu. Doktor wyjaśnia Prendickowi, że udają się na jeszcze nienazwaną wyspę, a wszystkie zwierzęta znajdujące się na statku płyną tam razem z nimi. Prendick na statku poznaje również groteskowego, przypominającego zwierzę tubylca o imieniu M’ling, który okazuje się być służącym Montgomery’ego.
Gdy statek dociera w pobliże wyspy, zarówno kapitan statku, jak i doktor Montgomery odmawiają wzięcia Prendicka ze sobą. Widząc, że załoga statku chce porzucić Prendicka na łodzi ratunkowej, z której go uratowali, doktor Montgomery decyduje się zabrać go na wyspę i tam przedstawia go doktorowi Moreau, zimnemu i skrupulatnemu człowiekowi, który prowadzi badania na wyspie. Prendick zostaje umieszczony w zewnętrznej części budynku. Jest on ogromnie ciekawy rodzaju badań, jakie doktor Moreau przeprowadza na wyspie, zwłaszcza że wewnętrzna cześć budynku pozostaje stale zamknięta. Prendick przypomina sobie, że już wcześniej słyszał o doktorze Moreau, znakomitym fizjologu z Londynu, którego makabryczne eksperymenty z zastosowaniem wiwisekcji zostały ujawnione przez jednego z dziennikarzy.
Następnego dnia Moreau rozpoczyna badania nad pumą, której przerażające jęki wyganiają Prendicka aż do dżungli. Natyka się tam na grupę ludzi bez wątpienia przypominających wieprze. Gdy decyduje się na powrót, zdaje sobie sprawę, że jest śledzony. Prendick wpada w panikę i zaczyna uciekać. W desperackim akcie obrony udaje mu się ogłuszyć napastnika, potworną hybrydę człowieka i zwierzęcia. Gdy wraca do budynku zadaje Montgomery’emu dręczące go pytania, a gdy ten odmawia odpowiedzi rezygnuje i decyduje położyć się spać.
Prendick budzi się następnego dnia z żywymi wspomnieniami zajść dnia poprzedniego. Dostrzega, że wewnętrzne drzwi nie są zamknięte, wchodzi więc do pomieszczenia i widzi, leżącą na stole, postać przypominającą człowieka pokrytą bandażami. Rozzłoszczony doktor Moreau wyrzuca zszokowanego Prendicka za drzwi. Prendick dochodzi do wniosku, że doktor Moreau przeprowadza wiwisekcję na ludziach i że on będzie jego następną ofiarą. Ucieka do dżungli, gdzie spotyka Małpoluda, który zabiera go do kolonii, gdzie żyją podobne do niego półludzie-półpotwory. Przywódca, duży, szary stwór o imieniu Odmawiacz Prawa, zmusza go do recytacji dziwnej litanii zwanej Prawem, która zakazuje zwierzęcego zachowania i wychwala Moreau. Nagle Moreau wpada do kolonii i Prendick ucieka z powrotem do dżungli. Dociera do oceanu, gdzie woli się utopić niż pozwolić Moreau na eksperymenty na nim. Moreau i Montgomery doprowadzają do konfrontacji i Moreau wyjaśnia, że stworzenia, Zwierzoludy, to zwierzęta, na których przeprowadził wiwisekcję na podobieństwo człowieka. Prendick wraca do zabudowania, gdzie Moreau wyjaśnia mu, że spędził na wyspie jedenaście lat, dążąc do pełnej transformacji zwierzęcia w człowieka. Zdaje się, że jedynym usprawiedliwieniem dla bólu jest naukowa ciekawość. Prendick akceptuje jego wyjaśnienia i rozpoczyna życie na wyspie.
Pewnego dnia Prendick i Montgomery podczas spaceru po wyspie natykają się na wpół zjedzonego królika. Jedzenie mięsa i picie krwi jest jednym z najważniejszych zakazów w Prawie, więc Montgomery i Prendick są bardzo zmartwieni. Moreau zwołuje zgromadzenie Zwierzoludzi. Identyfikuje Człowieka-Lamparta jako przestępcę. Człowiek-Lampart ucieka do dżungli, ale grupa poszukiwaczy osacza go w niskich zaroślach. Prendick, litując się nad nim, strzela do niego, czym oszczędza mu powrotu na stół operacyjny Moreau. Doktor jest wściekły, ale w zaistniałej sytuacji nic już nie może zrobić.
Wraz z upływem czasu Prendick przestaje zauważać groteskowość Zwierzoludzi. Jednakże pewnego dnia wytrąca go z tej stagnacji puma, który wyrywa się z więzów i ucieka z laboratorium. Moreau podąża jej śladem, ale w ostatecznym rozrachunku puma i doktor zabijają się nawzajem. Montgomery zupełnie się rozkleja i po wypiciu sporej ilości alkoholu postanawia podzielić się nim z Zwierzoludźmi. Prendick próbuje go powstrzymać, ale ten grozi mu i samotnie opuszcza zabudowanie z butelką w ręku. Później, tej samej nocy, Prendick słyszy na zewnątrz jakieś hałasy. Wybiega z pokoju i dostrzega Montgomery’ego, który wdał się w przepychanki ze Zwierzoludźmi. Montgomery ginie na oczach Prendicka, który jest teraz ostatnim żyjącym człowiekiem na wyspie. Nie próbuje on zająć miejsca Moreau, ale zamieszkuje ze Zwierzoludźmi i w międzyczasie buduje prowizoryczną tratwę, na której planuje opuścić wyspę. Szczęśliwie dla niego łódka z dwoma martwymi ludźmi przypływa do brzegu. Prendick wyrzuca ciała, zabiera zapasy żywności i odpływa następnego ranka.
Po trzech dniach ratuje go statek, ale gdy opowiada swoją historię załodze, biorą go za niespełna rozumu. By zapobiec posądzeniu o niepoczytalność, udaje, że nie ma żadnych wspomnień z roku, jaki upłynął między rozbiciem statku a ostatecznym ratunkiem. Po powrocie do Anglii czuje się bardzo niekomfortowo pomiędzy innymi ludźmi, ponieważ irracjonalnie podejrzewa, że są oni Zwierzoludźmi, którym grozi niespodziewana i nagła przemiana w zwierzęta. Zadowala się samotnością i zgłębianiem chemii, astronomii, a spokój odnajduje pośród ciał niebieskich.

## Adaptacje
Jak dotąd powstały trzy ekranizacje tej powieści:
- Wyspa doktora Moreau z roku 1932 – w przeciwieństwie do swych dwóch następczyń w krajach anglojęzycznych znana jest pod tytułem innym od tytułu książki (Island of Lost Souls, dosłownie: Wyspa zaginionych dusz). W rolach głównych obsadzono Charlesa Laughtona i Belę Lugosiego.
- Wyspa doktora Moreau powstała w 1977 r. Role główne zagrali Burt Lancaster i Michael York. Ciekawym faktem jest, że na podstawie tej ekranizacji Joseph Silva napisał inną powieść, którą opublikowało wydawnictwo Ace.
- W najnowszej Wyspie doktora Moreau z roku 1996 w rolach głównych wystąpili Marlon Brando i Val Kilmer.

## Nawiązania
Ta popularna powieść miała wpływ na wiele dzieł. Jej echa są szczególnie słyszalne w opowieściach przedstawiających nam historie szalonych naukowców, którzy są opętani swą pracą nad wyhodowaniem chimery.

### Powieści i komiksy
- Brian W. Aldiss w swej powieści Moreau’s Rother Island z r. 1980 opowiada o doktorze, który nosił przydomek Moreau. Jak dotąd powieść ta nie została przetłumaczona na język polski.
- Wynalazek Morela Adolfo Bioy Caseresa przedstawia nam historię zbiega, który trafia na opuszczoną wyspę zamieszkaną przez pewnego naukowca. Ów naukowiec, nie mając ani sumienia, ani skrupułów, prowadzi na owej wyspie swe nieetyczne badania.
- W tzw. serii Moreau (seria składa się z czterech powieści) S. Andrew Swann pisze o krzyżówkach (hybrydach) ludzi i zwierząt, które nazywa moreau.
- Powieść Dr. Franklin’s Island autorstwa Ann Halam.
- W szóstym rozdziale książki Rogera Foutsa i Stephena Tukel Millsa zatytułowanej Next of Kin: What Chimpanzees Have Taught Me about Who We Are można znaleźć porównanie doktora Williama B. Lemmona do doktora Moreau.
- W komiksie Alana Moore’a Liga Niezwykłych Dżentelmenów cz.2 można znaleźć niejaką kontynuację przygód doktora Moreau. W tymże komiksie Moreau ma na imię Alfons. Mimo że wciąż ma widoczne blizny po ranach, jakie mu zadano w opowiadaniu Wellsa, Moreau sprawia wrażenie, że ma już za sobą ciężkie przejścia znane z Wyspy doktora Moreau. Prowadząc samotnie swe eksperymenty na angielskiej prowincji, przywołuje do życia wielu dobrze nam znanych bohaterów klasycznych opowieści – kota w Butach, misia Ruperta, pana Ropucha i Piotrusia Królika. Ponadto utrzymuje on, że francuski malarz Gustave Moreau, który jest postacią autentyczną, jest jego bratankiem. W komiksie można również spotkać znanego z Wyspy doktora Moreau Edwarda Prendicka, który występuje tu w roli szalonego outsidera i którego nieustannie śledzą i obserwują przeróżne wynalazki doktora Moreau. Dowiadujemy się też, że wirus, który wybił atakujących Marsjan w Wojnie światów był również dziełem Moreau (choć wówczas rząd brytyjski zataił ten fakt).
- Złoczyńca znany z komiksów Marvela – High Evolutionary – również nosi znamiona doktora Moreau. Posiada on moc kontrolowania procesu ewolucji innych organizmów i używa jej, by tworzyć humanoidalne bestie zwane New Men.
- Komiks DC Liga Sprawiedliwości. Wyspa doktora Moreau, którego akcja i treść nie wpisuje się w kanoniczne uniwersum DC, przedstawiał członków Ligi Sprawiedliwości jako różne krzyżówki (hybrydy) zwierząt i ludzi.
- The Isle of Dr. Steve jest częścią fabuły internetowego komiksu Sluggy Freelance, która dotyczy bohaterki o imieniu Oasis. Istnieje wiele hipotez odnośnie do tego, czego dokładnie Oasis jest krzyżówką (hybrydą).
- W powieści Opiekunowie Deana Koontza z laboratorium genetycznego ucieka obcy, który został stworzony jako maszyna do zabijania. Bohaterzy, omawiając kwestie moralne eksperymentów prowadzonych w laboratorium, których wynikiem jest utworzenie chimery, wspominają o książce Wyspa doktora Moreau.

### Filmy i seriale telewizyjne
- Wyspa doktora Moreau z roku 1932 – w rolach głównych Richard Arlen i Charles Laughton.
- Wyspa doktora Moreau z roku 1977 – w rolach głównych wystąpili Burt Lancaster i Michael York.
- Wyspa doktora Moreau z roku 1996 – tym razem w rolach głównych wystąpili Marlon Brando i Val Kilmer.
- The Twilight People z roku 1973 – film o podobnej tematyce, w którym w rolę Kobiety-Pumy wcieliła się Pam Grier.
- Wyspa ludzi-ryb z roku 1979 – w rolę naukowca, który przemienia rdzennych mieszkańców tytułowej wyspy w amfibiotyczne morskie potwory wcieliła się Barbara Bach.
- W brytyjskim serialu komediowym The Mighty Boosh jeden z bohaterów tworzy hybrydy ludzi i zwierząt.
- W serialu Simpsonowie pojawia się opowieść o „wyspie doktora Hibberta”, na której szalony naukowiec posunął się o krok dalej w tworzeniu hybryd. Zamiast przemieniać zwierzęta w ludzi stara się z ludzi zrobić zwierzęta.
- W 1997 roku w jednym z odcinków serialu Sliders – Piąty wymiar pojawił się doktor Vargas, który eksperymentuje z chimerami i w którego wcielił się Michael York – ten sam, który 20 lat wcześniej zagrał w filmowej adaptacji powieści.
- Jeden z odcinków serialu animowanego Johnny Bravo nosi tytuł Wyspa pani Morceau, na której swoją siedzibę ma doktor Morceau zmieniająca ludzi w zwierzęta, reklamując przy tym swoje „usługi” w telewizji. W charakterze personelu służą jej m.in. zmutowane gryzonie. Główny bohater zostaje nieomal zamieniony w chomika, jednak udaje mu się uciec.
- Doktor Zorndyke jest bohaterem japońskiego serialu animowanego Niebieska łódź podwodna, powstałego na podstawie komiksu o tym samym tytule, w którym na odludnej wyspie tworzył hybrydy. Gdy został odkryty i potępiony przez ludzkość, zatopił większość terenów, z których pochodziła żywność, kończąc w ten sposób żywot miliardów ludzkich istnień. Jego twory były w większości morskimi hybrydami i traktowały go jak ojca, na którego rozkaz toczyły bezustanną wojnę z ocalonymi mieszkańcami Ziemi.
- Jeden z odcinków serialu animowanego Batman nosił tytuł „Tygrys, tygrys” i był luźno oparty na wydarzeniach opisanych w książce. Doktor Emile Dorian eksperymentuje w nim z DNA i tworzy koto-podobnego stwora.
- Doktor Mephisto parodiuje Moreau w serialu Miasteczko South Park. Podobnie jak bohater powieści Wellsa eksperymentuje on z inżynierią genetyczną, a w jego odludnej posiadłości towarzyszy mu stwór żywcem wyjęty z filmu nakręconego w 1996 roku.
- W japońskim serialu animowanym Hoshi no Kirby (dosłownie: Kirby z gwiazd) pojawia się postać doktora Moro, którego imię, charakter i wygląd oparte są na postaci doktora Moreau.
- W japońskim serialu animowanym Księga Vanitasa, opartym na komiksie o tym samym tytule,  pojawia się postać doktora Morou, który jest zafascynowany istnieniem wampirów w owym uniwersum. Przeprowadza na nich szalone eksperymenty, na których opiera się jego sens życia. Dąży on do zrobienia z siebie wampira.

### Gry komputerowe i fabularne
- Fabuła gry komputerowej Far Cry obraca się wokół szalonego naukowca, który na swoim archipelagu tworzy chimery.
- W świecie Ravenloft, który należy do uniwersum Dungeons & Dragons, istnieje Frantisek Markov – władca Markovii. Jest on odpowiedzialny za stworzenie istot zwanych Broken One, a także posiada umiejętność zmiany kształtu, która jest jednak obłożona klątwą, w wyniku której nigdy nie odzyska ludzkiej formy.
- W dodatku Krew i wino do gry komputerowej Wiedźmin 3: Dziki Gon główny bohater poznaje historię doktora Moreau, który poświęcił życie na badanie mutacji zmieniających ludzi w wiedźminów. Alchemik przeprowadza eksperymenty na ludziach w celu znalezienia sposobu na cofnięcie wiedźmińskich mutacji. Główny bohater trafia do jego laboratorium, odczytuje jego dzienniki i korzysta z jego odkryć.
- Gra fabularna d20 Modern została tak zaprojektowana, aby dzięki inżynierii genetycznej umożliwić tworzenie różnych hybryd ludzi i zwierząt zwanych moreau. Istnieją m.in. chimery zwierząt kotowatych, ale też delfinów czy niedźwiedzi.
- W grze komputerowej Sly 3: Honor Among Thieves główny wichrzyciel to niejaki doktor M, który wzorowany jest na doktorze Moreau i podziela jego zamiłowanie do łączenia ze sobą różnych zwierząt.
- Kolejnym bohaterem wzorowanym na doktorze Moreau jest doktor Eric Chanikov z gry komputerowej Impossible Creatures. Na odległej wyspie udaje mu się wynaleźć technologie Sigma, która umożliwia scalenie dwóch zwierząt w jeden organizm.
- Gra Vivisector: Beast Inside studia ActionFourms oparta jest na fabule Wyspy doktora Moreau.
- W postapokaliptycznym świecie komputerowej gry fabularnej Fallout głównym oponentem jest tajemniczy „Mistrz”. Kiedyś był on lekarzem, lecz został wydalony ze społeczności, w której się wychował i w akcie zemsty stworzył rasę mutantów, przy pomocy których chce podbić świat. „Mistrz” przed przymusowym eksodusem nazywał się Richard Moreau, a na wygnaniu zmienił je na Richard Grey.[1]

### Muzyka
- Zespół muzyki elektronicznej Infected Mushroom nawiązuje do doktora Moreau w utworze Over Mode.
- Nazwa hip-hopowej grupy House of Pain inspirowana jest książką. Niektóre utwory i specjalne edycje ich debiutanckiej płyty zawierają cytaty z powieści Wellsa.
- Utwór No Spill Blood z albumu Good for Your Soul grupy Oingo Boingo oparty jest na książce i na filmie z 1933 roku. Znajdziemy w nim odwołania do „Domu Cierpienia” Moreau i do kar wymierzanych za złamanie praw szalonego naukowca.
- Utwór Jocko Homo amerykańskiej grupy Devo zawiera wers „Czyż nie jesteśmy ludźmi?”. Pochodzi on z adaptacji z 1933 roku oraz z monologu Shylocka - bohatera Kupca weneckiego Szekspira
- Nazwa grupy hip-hopowej z Nowego Jorku, Monsta Island Czars, założonej przez Rodana, nawiązuje do powieści, a sam raper odwołuje się do doktora Moreau w swoich tekstach.
- Włoska, neoklasyczna grupa Ataraxia umieściła utwór The Island of Doctor Moreau na płycie Arcana Eco.
- Teledysk Diany Ross do utworu Eaten Alive jest inspirowany powieścią.
- Utwór Toes zespołu Glass Animals został stworzony na podstawie książki Wyspa doktora Moreau.

### Inne
- W zestawie kart kolekcjonerskich zatytułowanych The Art of H.G. Wells odnaleźć można ilustracje odnoszące się do trzech najsłynniejszych powieści Wellsa, m.in. do Wyspy doktora Moreau..
- W jednej z pierwszych scen filmu Wojenny biznes postać grana przez Johna Cusacka bezpośrednio nawiązuje do książki Wellsa mówiąc, że „czuje się jak uciekinier z wyspy doktora Moreau”.

## Polskie wydania
- Przekład S.K drukowany nakładem wydawnictwa Polskiego Domu Wydawniczego, Warszawa 1929, (w serii Biblioteka Domu Polskiego)
- Przekład Ewy Krasińskiej drukowany nakładem wydawnictwa Alfa, Warszawa 1988, ISBN 83-7001-131-4 (w serii Dawne Fantazje Naukowe).